# Srbinda
Dans l'ancien livre sanskrit, Rig-Véda, Srbinda est un ennemi mythique du dieu Indra. 
Il est mentionné brièvement comme étant tué au combat par Indra avec Anarsani, Pipru et Ahisuva, après quoi il lâche les inondations.

## Fondateur mythique des Serbes
Certains historiens[Lesquels ?] ont une théorie selon laquelle Srbinda est apparenté et fondateur du peuple serbe. Outre la racine identique, le nom de Srbinda est structurellement identique au mot serbe moderne Srbenda, qui est une forme superlative de serbe, qualifiant un serbe qui est complètement et sans compromis consacré à tout ce qui est serbe.
L'historien autrichien Walther Wûst a établi une théorie en 1934 que Srbinda était un seigneur de guerre et un chef des Serbes, basé sur le fait que les serbes utilisent le terme Srbenda. Il a émis l’hypothèse que Srbinda et Srbenda étaient le même mot, qu'ils voulaient dire de quelqu'un de grand, fort, premier parmi les Serbes, en accord avec le sens de Srbenda. Il a également mentionné que les textes védiques mentionnent qu'après que Indra bat Srbinda « il lâche les inondations », ces inondations étant une métaphore pour une migration de personnes, dans ce cas les Serbes, migrant vers l'ouest.
L'historien serbe Drasko Scekic a déclaré que Srbinda est la plus ancienne mention du mot SRB  dans l'histoire, et que Srbinda est un ancien mot serbe, antérieur à la langue sanskrit.